# Успеновка (Липецкая область)
Успе́новка — деревня Задонского района Липецкой области России. Входит в состав Каменского сельсовета.

## География
Деревня расположена на Среднерусской возвышенности, в южной части региона, в центральной части Задонского района, на левом берегу реки Каменки. Смыкается с деревней Борки. В 15 км восточнее — город Задонск. В километре к югу урочище Гусевка
Общая площадь земель деревни — 0,055 тыс. га

## Население
| 2010 |
| ---- |
| 77   |

## Инфраструктура
Личное подсобное хозяйство.
Основа экономики — сельское хозяйство.

## Транспорт
Остановка общественного транспорта «Борки».
Общая протяженность улично-дорожной сети в существующих границах деревни — 0,70 км.